# Ecoterrorismo
Ecoterrorismo é um neologismo para definir uma série de práticas consideradas ilegais de acordo com o atual sistema de legislação. Tais práticas têm como pano de fundo o apoio a causas ecológicas, de reforma ambiental e de direitos dos animais.

## Acepções
Os feitos atribuídos a associações aos quais se aplicam a definição legal de ecoterrorismo variam amplamente. Segundo o FBI ao terrorismo doméstico norte-americano, a definição de terrorismo seria "o uso ou ameaça de violência de natureza criminosa contra inocentes vítimas ou propriedade por um grupo ambientalista subnacional, por razões politicos ambientais, ou com alvo à população que não a atacada, comumente como ato simbólico".
Atos de desobediência civil normalmente se referem a atos de não-violência que "envolvam o quebrar de regras para registrar descontentamento para com as leis ou políticas que ativistas considerem injustas ou antiéticas", mas podem vir a ser considerados atos de terrorismo.
Em 2003, um grupo conservador de reformas legislativas no Texas, o American Legislative Exchange Council (ALEC), propôs a "Ata sobre Terrorismo Animal e Ecológico" que definia que "as organizações por direitos dos animais ou ecológicos" como "duas pessoas ou mais com o propósito de apoiar ou dar suporte a qualquer atividade políticamente motivada cuja intenção seja a de obstruir ou dissuadir a qualquer pessoa de uma atividade que envolva animais ou uma atividade que involva recursos naturais". A legislação não foi promulgada.
Muitos dos ataques considerados de origem ecoterrorista envolvem o uso de pichação e sabotagem (ecossabotagem). No caso de sabotagem, o termo se refere a destruição ou ameaça de destruição de propriedade privada e, neste caso, pode ser chamada de ecotagem. Muitos atos de sabotagem envolvem o danificar de equipamento industrial e o causar de incêndios em locais sem seres humanos.
A principal questão é a definição de um ato de sabotagem como um ato terrorista. O principal defensor da ideia é Ron Arnold, um crítico ao movimento ambientalista. Entretanto, outros, como Edward Abbey que é um anarquista pacífico e a inspiração para a organização EarthFirst!, aponta que existe uma clara diferença entre sabotagem (violência direcionada para com propriedade) e terrorismo (violência direcionada para com pessoas).
Ambientalistas acusados de ecoterrorismo tem usado o termo para descrever a destruição ambiental causada por empresas como ExxonMobil, General Electric, McDonalds, e por pescadores de baleias.
No caso do julgamento de Peter Daniel Young, um ativista dos direitos dos animais que libertou animais de um matadouro em 1997, seus atos foram considerados ecoterroristas e ele foi sentenciado a dois anos de prisão, 360 horas de serviço comunitário "para o benefício de seres humanos e nenhuma outra espécie", e a restituição de $254,000. Antes de ser sentenciado, Young declarou à corte, em relação aos produtores de pele, que ele iria "para sempre lembrar daquelas noites em sua propriedade como a mais gratificante experiência em minha vida."

## História
Ações ecoterroristas foram primeiramente notadas no Reino Unido durante a década de 1970, chegando aos Estados Unidos durante a década de 1980. Desde então tem se observado que esse tipo de ação (sendo independente ou sendo ligada a grupos) tem se propagado em diversos outros países, chegando à Rússia nos anos 2000.
Em estimativa revelada em 2002, a Animal Liberation Front e o Earth Liberation Front foram acusados pelo FBI de serem responsáveis por mais de 600 atos criminais, causando 43 milhões de dólares em danos à propriedade privada.

## Grupos acusados de ecoterrorismo
Alguns grupos são acusados de ecoterrorismo (ou ecoextremismo) como a Animal Liberation Front, ATWA e Earth Liberation Front. Em 2001 o FBI nomeou o ELF como "um dos movimentos extremistas mais ativos em território Americano" e  "uma ameaça terrorista". Embora esta definição e uso possam ser disputados, uma vez que as ações dos grupos acusados não provocam danos a sociedade nem a animais, estes grupos comumente oferecem risco à propriedade privada de grupos corporativos e financeiros.
Apesar de alguns sucessos em se aprimorar leis, a maioria dos atos contra a propriedade privada relacionados com ecoterrorismo permanecem sem solução. Os grupos suspeitos são extremamente difíceis de serem identificados e infiltrados, e este movimento que está crescendo tão rápido dificilmente desaparecerá em breve.
Greenpeace tem sido implicado (em alguns casos, apontado) no uso de financiamento de atos criminosos, bem como para com a quebra de leis antipirataria, que dizem respeito a abordagem e invasão de embarcações privadas em alto mar.
Em 2002 um oficial do FBI testemunhou junto ao Congresso Americano, e mencionou ações da Sea Shepherd Conservation Society como sendo de caráter ecoterrorista.

### Indivíduos acusados de ecoterrorismo
- Peter Daniel Young
- Jeff Luers e William Cottrell
- Tre Arrow
- Rod Coronado
- Theodore Kaczynski
- Wiebo Ludwig
- Marie Mason
- Eric McDavid – Culpado de cometer o que o FBI classificou uma conspiração Ecoterrorista[16]
- Daniel McGowan – Culpado na participação de um ataque a uma madeireira.[17]
- William C. Rodgers
- Paul Watson
- Darren Thurston

### Ideologias associadas
- Anarcoprimitivismo
- Ecologia profunda
- Ecocentrismo

## Ecoterrorismo na ficção

### Séries de televisão
- Episódios de The X-Files (Arquivo X) - 'Darkness Falls' e 'Fearful Symmetry'
- Episódios de South Park: 'Douche and Turd' e 'Free Willzyx'
- A Organização Blue Cosmos e seu líder Muruta Azrael, em Gundam Seed.
- Dr. Reginald Bushroot, personagem de uma série animada de Disney, Darkwing Duck.
- Episódios de Os Simpsons - 'Mamãe Simpson'
- Colonel Green um vião do passado em Star Trek é descrito como um ecoterrorista em Enterprise
- The Patlabor franchise featured ecoterrorists as recurring antagonists.
- Captão Planet, by Ted Turner
- Desperate Housewives (6ª temporada), personagens Angie Bolen e Patrick
- Episodio de The Blacklist  (4ª temporada) - 'Gaia'

### Filmes
- Twelve Monkeys, com Brad Pitt e Bruce Willis.
- On Deadly Ground, um filme de Steven Seagal.
- 28 Weeks Later
- 28 Days Later
- The Thaw
- The Quantum of Solace, da série de filmes James Bond.
- Le Pharmacien de garde
- The East, com Zal Batmanglij e Brit Marling.
- Night Moves, de Kelly Reichardt.

### Videogames
- Metal Gear Solid 2: Sons of Liberty
- Final Fantasy VII, o grupo ecoterrorista AVALANCHE ataca os reatores de energia mako da corporação Shinra para salvar o Planeta.

### Comics
- Concrete: Think Like a Mountain de Paul Chadwick
- Ra's Al Ghul e Poison Ivy em Batman comics.

### Livros
- Blue Mars de Kim Stanley Robinson
- State of Fear de Michael Crichton
- Rainbow Six de Tom Clancy.
- The Monkey Wrench Gang de Edward Abbey.
- Zodiac de Neal Stephenson
- The Sheep Look Up de John Brunner.
- Lullaby de Chuck Palahniuk
- Antarctica de Kim Stanley Robinson